# Москва-Сити (музей)
Музей Москва-Сити — первый и единственный в Москве музей небоскребов и высотного строительства. Создан по инициативе ПАО «СИТИ» (управляющая компания ММДЦ «Москва-Сити») совместно с Музеем Москвы и открыт в июле 2017 года. Закрыт с 16 мая 2022 г.
Музей расположен на 56 этаже делового комплекса «Империя», на высоте 215 метров над землёй. Лифт на 56 этаж движется со скоростью 7 метров в секунду. Сквозь панорамные окна открывается вид на Москву: высотки МИД и МГУ, здание Президиума РАН, Лужники, Останкинскую и Шуховскую телебашни и другие достопримечательности.
Руководство музея.
Создавался музей в июне 2017 году программным директором Дарьей Бегловой.
Февраль-сентябрь 2018 — директор музея Ольга Погасова.
Октябрь 2018—2022 — директор музея Александра Охапкина

## Экспозиция музея
Экспозиция музея состоит из двух частей: история высотного строительства Москвы и история создания «Москва-Сити».
Историческая часть рассказывает, как Москва росла вверх: от колокольни Ивана Великого до сталинских высоток и сегодняшних небоскрёбов «Москва-Сити». Здесь можно увидеть уникальный исторический фотоснимок — панораму Москвы 1867 года, сделанную с самой высокой на тот момент точки столицы — храма Христа Спасителя.
Часть экспозиции, посвящённая истории создания «Москва-Сити», знакомит с небоскрёбами комплекса — названием, высотой, архитектурными и техническими особенностями каждого. А архив Сити хранит архитектурные проекты, созданные для «Москва-Сити», которые так и остались лишь на бумаге. Один из них — башня «Россия», которая была придумана известным архитектором Норманом Фостером.

## Интерактивные инсталляции
- Архитектурные утопии
- Москва-Сити глазами жителей и создателей
- «Все проекты» на тачпанели
- Архив «Москва-Сити»
- Широкоформатный кинозал

## Иллюстрированный макет башни «Империя»
Макет, являющийся частью экспозиции музея, показывает, каким сложным инженерным сооружением является небоскрёб. Подземная часть здания уходит вглубь на 19 метров. В её основании — пять подземных этажей, фундаментная плита толщиной 4,7 метра, которая опирается на свайное поле из более чем 130 буронабивных свай глубиной около 30 метров каждая.

## Галерея
| - Архив «Москва-Сити» - Голос города. Истории известных москвичей - Окошки-глазки, Музей-Смотровая Москва-Сити |